# Phosphor(III)-nitrid
Phosphor(III)-nitrid ist eine anorganische chemische Verbindung des Phosphors aus der Gruppe der Nitride. Die monomere Form existiert nur bei höheren Temperaturen. Die polymere Form besteht wahrscheinlich aus langen Ketten, deren räumliche Orientierungen sich stark unterscheiden.

## Gewinnung und Darstellung
Phosphor(V)-nitrid zersetzt sich ab 800 °C zu Phosphor(III)-nitrid und Stickstoff.
{\displaystyle \mathrm {P_{3}N_{5}\longrightarrow 3\ PN+N_{2}} }

## Vorkommen
PN wurde im interstellaren Raum anhand seines Rotationsspektrums identifiziert.

## Eigenschaften
Monomeres Phosphor(III)-nitrid ist metastabil bezüglich der Disproportionierung in P2 und N2:
{\displaystyle \mathrm {2\ PN\longrightarrow P_{2}+N_{2}+196\ kJ} }
Bei niedrigeren Temperaturen bildet PN farblose Polymere. Es sind auch gelbe bis braune Polymere mit Stickstoffüberschuss bekannt, deren Stöchiometrie zwischen PN und P3N5 liegt.
Der Bindungsabstand im Molekül beträgt 149,1 pm und entspricht dem berechneten Wert für eine Dreifachbindung (150 pm).